# Batalha do Campo de Lijevče
A Batalha do Campo de Lijevče (Servo-croata: Bitka na Lijevča polju, Битка на Лијевча пољу) foi uma batalha travada entre 30 de março e 8 de abril de 1945 entre as Forças Armadas Croatas (HOS, a fusão das forças da Milícia Ustashe e da Guarda Nacional Croata do Estado Independente da Croácia) e as forças Chetnik no campo de Lijevče perto de Banja Luka, no que era então o Estado Independente da Croácia (NDH).

## História
Em dezembro de 1944, os Chetniks montenegrinos do tenente-coronel Pavle Đurišić começaram a retirar-se do Montenegro ocupado pelos alemães em direção ao nordeste da Bósnia, onde foi convocada uma reunião com Draža Mihailović e outros líderes Chetniks. Đurišić criticou a liderança de Mihailović e decidiu mudar-se para oeste, para a Eslovénia, e procurar a protecção dos Aliados, ao contrário da concepção de Mihailović de regressar à Sérvia. Os comandantes do Chetnik,  Zaharije Ostojić e Petar Baćović, e o ideólogo Dragiša Vasić juntaram-se a ele. Đurišić fez um acordo com as autoridades do NDH e com o separatista montenegrino e aliado do NDH, Sekula Drljević, para uma passagem segura pelo território do NDH, pelo que Mihailović o denunciou como traidor. Segundo o acordo, as tropas de Đurišić deveriam se juntar ao Exército Nacional Montenegrino de Drljević e reconhecer Drljević como o líder montenegrino.
O HOS e Drljević aparentemente pretendiam usar o acordo como uma armadilha para Đurišić, que também não planeava cumprir o acordo e continuou a avançar por conta própria. Isso levou a um conflito aberto com o HOS. Os primeiros confrontos ocorreram em 30 de março nos arredores da cidade de Bosanska Gradiška. Todo o 8º Exército Montenegrino de Chetnik, reforçado com vários outros Corpos de Chetnik, cruzou o rio Vrbas em 1º de abril. O HOS reuniu uma grande força que estava mais bem organizada e tinha uma vantagem significativa em armas pesadas, sob o comando do General Vladimir Metikoš. Eles atacaram as unidades avançadas de Chetnik e forçaram-nas a recuar em direção ao campo de Lijevče, ao norte de Banja Luka. O HOS então atacou as forças de Đurišić no campo de Lijevče e bloqueou o seu caminho para o oeste. As tentativas de avanço do Chetnik não tiveram sucesso e a maior parte do exército se rendeu durante um grande ataque HOS em 7 e 8 de abril. Um destacamento menor liderado por Đurišić tentou romper as linhas HOS movendo-se para o sul. Devido à deserção de suas tropas e das forças partisans a caminho, Đurišić concordou com outro acordo com o HOS. Ele foi posteriormente executado, junto com outros oficiais do Chetnik.
A maior parte dos Chetniks montenegrinos foram recrutados para o exército de Drljević e colocados sob o comando do HOS.

## Prelúdio

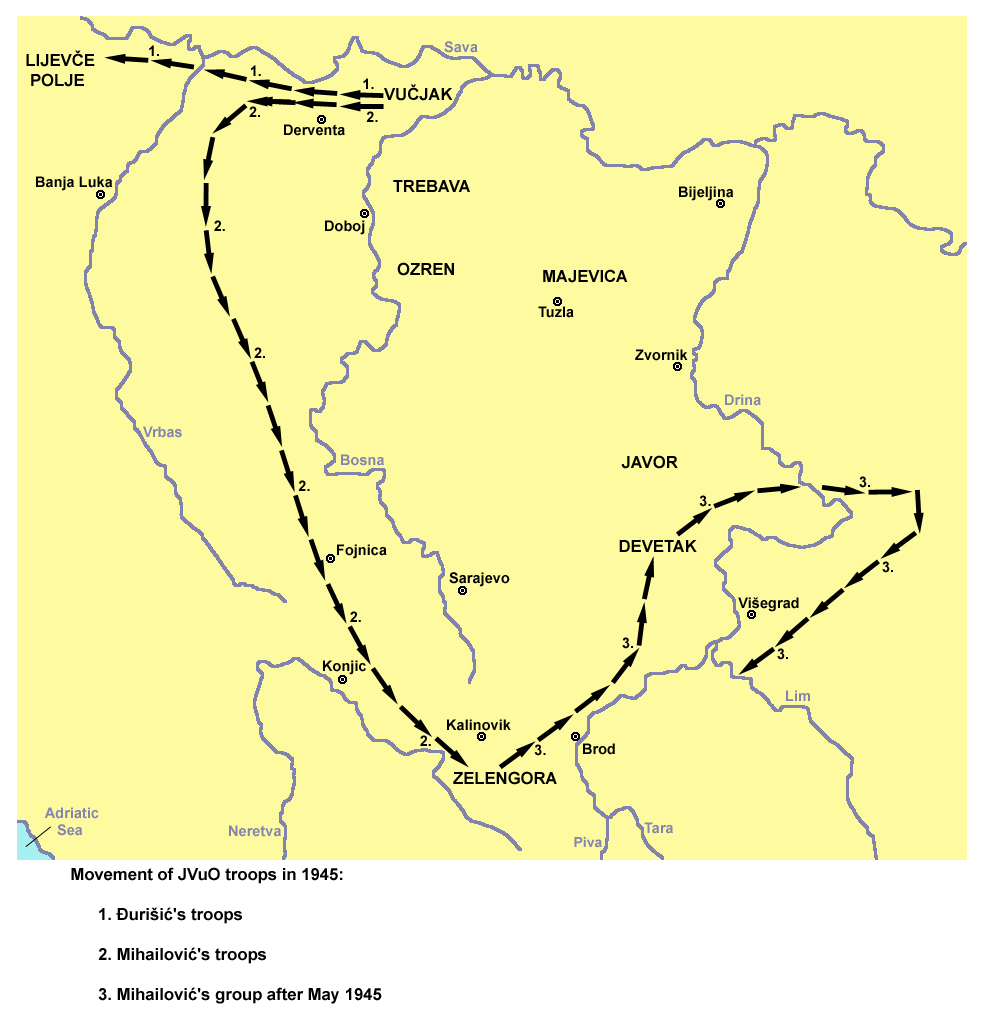
Retirada das forças de Đurišić (1)

Após a rendição italiana em setembro de 1943, as forças alemãs ocuparam a área da província italiana de Montenegro. Os alemães cooperaram com os separatistas montenegrinos locais, os chetniks locais e a milícia muçulmana de Sandžak no controle de Montenegro. Como estas forças não se revelaram suficientes, os alemães libertaram o comandante Chetnik preso Pavle Đurišić e organizaram o Corpo de Voluntários Montenegrinos, com a ajuda do governo de Nedić, para lutar contra os Partisans Iugoslavos. 
No final de 1944, com a retirada alemã dos Balcãs e o avanço do Exército Vermelho e dos Partisans, a situação dos Chetniks na Sérvia e Montenegro tornou-se cada vez mais difícil. Mihailović, que era a favor da cooperação contínua com os alemães para obter armas e munições, ordenou que todas as forças Chetnik, incluindo aquelas sob o comando de Đurišić em Montenegro, se dirigissem para a Bósnia. Enquanto os Chetniks ajudavam os alemães a manter o controlo das linhas de comunicação, Mihailović tentava ao mesmo tempo reconquistar o apoio dos Aliados Ocidentais.  Os alemães retiraram-se de Montenegro no início de dezembro de 1944, juntamente com as tropas de Đurišić.  Os Chetniks Montenegrinos foram neste ponto reorganizados em três divisões e incluíram os Sandžak Chetniks de Vuk Kalaitović. Eram 8.700 homens e estavam acompanhados por cerca de 3.000 civis, a maioria familiares. Após uma marcha de 35 dias, sofrendo de frio, fome e doenças, o exército de Đurišić chegou à montanha Trebava, no nordeste da Bósnia, em meados de fevereiro de 1945.  Ao juntar-se ao resto dos Chetniks, Đurišić criticou a liderança de Mihailović e defendeu uma retirada para a Eslovénia, onde se juntariam a outras unidades Chetniks e aguardariam a chegada dos Aliados Ocidentais, em oposição à insistência de Mihailović em regressar à Sérvia. Ele decidiu se separar de Mihailović e seguir em direção ao litoral esloveno.  Đurišić foi acompanhado por Dragiša Vasić, um dos principais ideólogos Chetnik e conselheiro político de Mihailović, os destacamentos de Petar Baćović, líder dos Chetniks da Herzegovina, e de Zaharije Ostojić, líder dos Chetniks da Bósnia Oriental.  Pouco antes da sua partida, a 18 de março, Đurišić juntou-se a uma parte dos Chetniks da Sérvia. 
Đurišić fez contacto com Milan Nedić, chefe do governo fantoche na Sérvia ocupada pelos alemães, e Dimitrije Ljotić, que concordou com a sua ideia de reunir os Chetniks na Eslovénia. Com a ajuda do enviado especial alemão em Belgrado, Hermann Neubacher, Nedić e Ljotić garantiram alojamento para as tropas e refugiados de Đurišić na Eslovênia. Đurišić teve que chegar sozinho a Bihać, no oeste da Bósnia, onde as forças de Ljotić o encontrariam e ajudariam em seu movimento posterior. 
A área do nordeste da Bósnia à Eslovênia estava dentro das fronteiras do Estado Independente da Croácia (em servo-croata:  Nezavisna Država Hrvatska, NDH), um estado fantoche do Eixo. Este território estava parcialmente sob o controle das forças alemãs e do NDH, e parcialmente sob o controle dos guerrilheiros.  Os alemães favoreceram o aumento da colaboração com os Chetniks após a capitulação da Itália, apesar dos protestos do governo NDH, que via nisso um perigo para a existência do Estado. O governo do NDH propôs restringir a colaboração aos Chetniks que reconhecem o NDH e são seus cidadãos, e a limitação das suas actividades às áreas de maioria sérvia, mas os alemães não aceitaram tais queixas.  As forças militares do NDH, a Milícia Ustashe e a Guarda Nacional Croata, foram reorganizadas em novembro de 1944 nas Forças Armadas Croatas (em servo-croata:  Hrvatske oružane snage, HOS). 

## Acordo Đurišić-Drljević
No final de dezembro de 1944, Đurišić enviou o seu assessor Dušan Arsović a Sarajevo para explorar a possibilidade de uma retirada conjunta com os alemães. Arsović tentou estabelecer contacto com Ljubomir Vuksanović, um montenegrino que colaborava com os alemães, mas Vuksanović opôs-se a Đurišić e recusou-se a falar com ele. Arsović então fez contato com representantes do separatista montenegrino Sekula Drljević,  que passou a maior parte da guerra no NDH e queria criar um estado montenegrino independente com a ajuda alemã e ustaše.  Os Ustashe mantiveram contactos estreitos com os nacionalistas montenegrinos desde a proclamação do NDH em 1941, quando o Comité Nacional Montenegrino, liderado pelo escritor montenegrino Savić Marković Štedimlija, foi aberto em Zagreb, a capital do NDH.  Na primavera de 1944, Drljević mudou-se de Zemun para Zagreb, onde criou um governo interino denominado Conselho de Estado Montenegrino. O NDH apoiou a criação de um estado montenegrino em vez de se juntar à Sérvia de Nedić na planejada Nova Ordem da Europa,  que foi proposta por Neubacher em outubro de 1943. 
As conversações intensificaram-se entre os representantes de Drljević e Đurišić, após a ruptura com Mihailović. Đurišić viu isto como uma oportunidade para garantir uma passagem segura para o seu exército para a Eslovénia. Numa reunião em Doboj, os negociadores de Drljević exigiram o reconhecimento de Drljević como o líder político dos montenegrinos, o reconhecimento do Conselho de Estado Montenegrino e a adesão dos Chetniks Montenegrinos ao Exército Nacional Montenegrino. Đurišić decidiu aceitar todas as exigências de Drljević, com a condição de que os feridos fossem acomodados. Ele também manteve o comando operacional do novo exército. O acordo foi assinado em 22 de Março, em Zagreb, por representantes de ambas as partes. 
Nenhuma das partes foi sincera em seus compromissos. O motivo de Drljević foi desmembrar a organização Chetnik e criar uma ilusão de força para os alemães, dando assim legitimidade à sua ideia de independência montenegrina.  Ele também tinha motivos para usar o acordo como uma armadilha para Đurišić, que apoiava a unificação da Sérvia e Montenegro. O motivo Ustashe para capturar Đurišić foi a vingança pelos massacres contra os muçulmanos do sudeste da Bósnia e Sandžak, cometidos pelo Destacamento Lim–Sandžak Chetnik de Đurišić.  Por outro lado, Đurišić não queria que Drljević tivesse qualquer controlo real sobre o seu exército. Em 22 de março, Drljević enviou-lhe um folheto para distribuição entre os seus soldados. Nele havia detalhes do acordo, e Drljević referia-se a si mesmo como o "comandante supremo do Exército Nacional Montenegrino", mas Đurišić recusou-se a espalhar o folheto às suas tropas. 
Drljević providenciou o alojamento de feridos e doentes com as autoridades do NDH. Đurišić os entregou em Bosanski Brod, e os feridos foram de lá transferidos para Stara Gradiška.  As estimativas de seu número variam de 800 a 2.700.  O resto do exército estava descansando nos arredores de Bosanski Brod. Em 23 de março, Mihailović descobriu o acordo e informou imediatamente outros comandantes do Chetnik que Đurišić cometeu traição e ordenou-lhes que não o ajudassem na retirada. Ele privou Đurišić de sua posição, anunciou um julgamento por traição e disse que informaria os Aliados Ocidentais sobre o apoio de Đurišić aos separatistas Ustashe e Montenegrinos. Tendo ouvido falar da reação de Mihailović, sem consultar Drljević, Đurišić ordenou o movimento do exército para oeste. 
Segundo o acordo, o exército de Đurišić foi obrigado a cruzar o rio Sava para a Eslavônia e, a partir de Slavonski Brod, continuar a marcha na direção de Zagreb como Exército Nacional Montenegrino.  Em vez disso, Đurišić continuou a avançar numa rota a sul do rio, em direção à montanha Motajica e ao campo Lijevče, uma grande planície entre os rios Bosna, Vrbas e Sava.  Drljević qualificou esta ação como uma violação do acordo e informou a liderança do HOS sobre isso. O HOS emitiu uma ordem para proteger a estrada Bosanska Gradiška-Banja Luka, para onde se dirigia o exército de Đurišić.  A liderança do NDH considerou que Mihailović estava por trás da ação de Đurišić e que o seu objetivo final era unir-se ao Corpo de Voluntários Sérvio de Ljotić e à Guarda Estatal Sérvia na Eslovênia e depois atacar Zagreb. Este movimento teria supostamente trazido de volta o apoio dos Aliados Ocidentais. 

## Forças

### Forças Armadas Croatas
O Nordeste da Bósnia estava sob a responsabilidade do 4º Corpo Ustashe sob o comando de Josip Metzger. O Corpo incluía a 4ª Divisão Croata do HOS, estacionada em Dvor, que contava com 7.000 soldados e era comandada pelo Coronel Zdenko Begić, e a 6ª Divisão Croata em Banja Luka sob o comando do General Vladimir Metikoš, com 4.000 soldados. Estas forças foram assistidas por milícias locais e pela Defesa Ustasha.  Estima-se que um total de cerca de 10-12.000 soldados, sob o comando geral de Vladimir Metikoš, estiveram envolvidos em operações militares no campo de Lijevče.  O coronel Marko Pavlović, comandante das unidades de Defesa Ustasha,  também participou da batalha. 

### Chetniks
Ao deixar Montenegro, em janeiro de 1945, as unidades Chetnik foram transformadas em divisões e regimentos. Os Chetniks montenegrinos foram organizados na 1ª, 5ª e 8ª Divisões, cada uma com dois regimentos, e no Regimento Juvenil independente e no Batalhão de Estado-Maior. O Corpo Mileševa de Sandžak, liderado por Vuk Kalaitović, não foi reformado e permaneceu uma unidade independente. A 1ª Divisão contava com 2.000 soldados, a 5ª Divisão 2.400, a 8ª Divisão 2.200, o Batalhão de Estado-Maior 600, o Regimento Juvenil 300, a Escolta Pessoal, Segurança e Logística de Đurišić tinha 800, enquanto o Corpo de exército Mileševa tinha 400.  O Corpo Drina de Baja Nikić esteve com Đurišić desde 1943.  Em março de 1945, esta força foi reforçada com o Corpo Romanija e Chetniks da Herzegovina, bem como elementos de três Corpos da Sérvia: o Corpo Mlava, liderado pelo Capitão Jagoš Živković, o Corpo Kosovo, liderado pelo Major General Blažo Brajović, e o Corpo Rudnik Corps, comandado pelo Capitão Dragomir Topalović "Gaga".  Uma parte do Corpo de Mileševa, cerca de 200 homens, separou-se do grupo principal que regressou a Sandžak e permaneceu com Đurišić.  O Corpo da Bósnia Média chegou na parte final da batalha. 
O exército principal era conhecido como 8º Exército Montenegrino Chetnik, e os Chetniks da Herzegovina formaram a 9ª divisão.  A sede do HOS estimou que o exército de Đurišić, a caminho do campo de Lijevče, contava com um total de 10-12.000 soldados. Relatórios partidários estimaram que Đurišić tinha cerca de 10.000 soldados quando chegou ao leste da Bósnia em meados de fevereiro de 1945. 

## Escaramuças iniciais
Em 30 de março, as forças Chetnik passaram o rio Vrbas e tomaram a aldeia de Razboj. A partir daí, o Corpo de Mileševa atacou a aldeia de Doline, na margem direita do rio Sava. A milícia local em Doline foi forçada a recuar e a maior parte das forças de Đurišić continuaram a marcha. Đurišić planejou capturar a cidade de Bosanska Gradiška e garantir suprimentos para seu exército.  Em 1º de abril, todas as suas unidades cruzaram o Vrbas e chegaram a Razboj. O exército teve dois dias de descanso enquanto esperava por reforços do Corpo da Bósnia Central. 
Unidades da 6ª Divisão Croata e da Defesa Ustashe, comandadas pelo General Metikoš, foram enviadas para impedir o avanço das unidades avançadas de Đurišić. Em 2 de abril, as forças de Metikoš atacaram Mileševa e o Drina Corps. Os Chetniks sofreram pesadas baixas e muitos foram feitos prisioneiros, incluindo o capitão Sima Mijušković, que apoiava a ideia de Drljević de independência montenegrina. Ele deu aos oficiais do HOS informações sobre o número e a distribuição das forças Chetnik. Um grande grupo de chetniks, que se apresentavam como nacionalistas montenegrinos e apoiantes de Drljević, rendeu-se ao HOS na noite de 2/3 de abril. Ao mesmo tempo, houve turbulência entre os oficiais Chetnik do grupo principal, devido às pesadas perdas de suas unidades avançadas. Đurišić desistiu do ataque planeado a Bosanska Gradiška e, em vez disso, dirigiu as suas forças para a aldeia de Topola, a sul da cidade. 
A Força Aérea Croata lançou panfletos instando os montenegrinos a abandonar Đurišić e se juntar a eles e a Drljević na luta contra os guerrilheiros. Unidades do 2º Exército Partidário Iugoslavo foram posicionadas a leste de Vrbas, e Metikoš queria terminar a batalha o mais rápido possível para evitar um possível ataque Partidário a Banja Luka. Ele reuniu uma força forte que tinha uma vantagem significativa em artilharia pesada e tanques. Metikoš também ordenou a construção e reforço de bunkers na estrada Bosanska Gradiška-Banja Luka. 

## Batalha principal
Na manhã de 4 de abril, o HOS atacou as tropas de Đurišić no campo de Lijevče. Um batalhão comandado pelo major Antun Vrban foi destacado em direção à montanha Kozara para vigiar possíveis ataques partidários. Após uma curta batalha, o HOS derrotou a Brigada Gacko dos Chetniks da Herzegovina e acampou em posições ocupadas, bloqueando o caminho para o oeste. O Comandante da Brigada Gacko, Radojica Perišić, foi morto no ataque. A liderança do Chetnik preparou-se para um contra-ataque rápido. A 5ª divisão foi enviada para capturar a aldeia de Aleksandrovac e impedir o avanço do HOS de Banja Luka. A 1ª divisão foi encarregada de capturar a aldeia de Topola ao norte, enquanto o resto da força deveria fazer um avanço na aldeia de Šibića Han. Todas as três aldeias estavam situadas na estrada Bosanska Gradiška-Banja Luka, fortemente protegidas por bunkers. Seu plano adicional era garantir um caminho através de Kozara, controlada pelos partidários. 
Đurišić tentou negociar uma trégua com o HOS e uma passagem livre para Kozara. Depois que o HOS rejeitou o pedido, Đurišić ordenou um ataque total na noite seguinte.  Equipados com armas pequenas e leves, os Chetniks iniciaram um ataque frontal às posições HOS por volta das 2h do dia 5 de abril. Inicialmente, o ataque obteve algum sucesso. Aleksandrovac foi capturado e mantido brevemente até que as tropas do HOS de Banja Luka, reforçadas com tanques, o recapturassem ao amanhecer. A essa altura, o ataque Chetnik foi amplamente repelido pela artilharia e bunkers do HOS. Vários destacamentos menores de Chetnik conseguiram passar pelas linhas HOS e ameaçaram o batalhão isolado de Vrban. Ao mesmo tempo, o batalhão ficou sob fogo de artilharia do 2º Exército Partidário, então uma companhia de tanques foi enviada para ajudá-lo. As unidades Chetnik também foram bombardeadas pelos partidários. As tentativas de Đurišić de entrar em negociações com Metikoš não tiveram sucesso, pois Metikoš exigiu a rendição incondicional. Os combates duraram toda a noite de 5/6 de abril, durante a qual chegaram reforços adicionais do HOS. 
Os Chetniks das Brigadas Gacko e Nevesinje, que fizeram um avanço, chegaram às encostas da montanha Kozara. Como o ataque principal de Chetnik falhou, essas unidades ficaram isoladas entre os Partisans e o HOS, e logo foram atacadas por ambos. Eles foram forçados a recuar para o grupo principal. Dos cerca de 800 soldados, apenas 220 conseguiram voltar. O seu comandante, Milorad Popović, estava entre os mortos.  Entretanto, todo o 1º Regimento da 1ª Divisão rendeu-se e mudou de aliança para Drljević. 
Devido ao aumento de tropas partidárias perto de Banja Luka, cuja 6ª Divisão Croata esteve amplamente envolvida nos combates no campo de Lijevče, o HOS decidiu lançar um ataque final às desmoralizadas forças de Đurišić. Confrontado com deserções e uma epidemia de tifo, Đurišić abandonou a ideia de um avanço total.  Ele formou um destacamento de várias centenas de soldados sob seu comando, cruzou novamente o Vrbas e começou a se mover em direção a Banja Luka, com a intenção de contorná-lo pelo sul. Os restantes deveriam fingir aceitar um acordo com Drljević e tentar chegar à Eslovênia. 
A tentativa do exército principal falhou e na manhã de 7 de abril, o HOS reuniu suas forças perto de Razboj e iniciou um bombardeio de artilharia contra as posições de Chetnik por volta das 11h, seguido por um ataque combinado de tanques e infantaria. Os tanques e veículos blindados romperam o flanco direito de Chetnik, controlado pelo Corpo Drina, e circularam pela retaguarda. Incapazes de manter suas linhas e cercados por todos os lados, os Chetniks começaram a se render. Ao mesmo tempo, um ataque devastador estava em andamento contra os guerrilheiros de Koča Popović, a leste de Vrbas, para interrompê-los enquanto acontecia a batalha principal, que terminou em 8 de abril. 
O forte destacamento de Đurišić de 500-600 incluía todo o Corpo de Mileševa de 200 soldados. Com ele estavam, entre outros, Vasić, Ostojić e Baćović. Quando o destacamento se aproximou de Banja Luka, o Mileševa Corps de Kalaitović se separou de Đurišić e se voltou para Sandžak. Em 10 de abril, o destacamento cruzou o rio Vrbanja e em Čelinac reuniu-se com os líderes dos Chetniks da Bósnia Central, Slavoljub Vranješević e Lazar Tešanović. Os dois estavam prontos para se juntar a Đurišić, mas as suas tropas não queriam deixar as suas aldeias.  Đurišić continuou a descer a margem direita do Vrbas e atravessou-o na aldeia de Gornji Šeher, a sul de Banja Luka, a 17 de abril. Ele foi interceptado pelo HOS na estrada Banja Luka-Mrkonjić Grad e teve a opção de retornar ao acordo original que tinha com Drljević. Os guerrilheiros interromperam a derrota para o oeste e colocaram em perigo o seu destacamento, então Đurišić aceitou a proposta. O destacamento foi imediatamente desarmado e enviado para Stara Gradiška, onde estavam localizadas as restantes forças rendidas. 

## Consequências
O número de vítimas é difícil de determinar. Fontes Chetnik mencionam várias centenas de Chetniks mortos, enquanto o general do HOS Vjekoslav Luburić depois da guerra mencionou milhares de mortos, o que o historiador Domagoj Novosel considera exagerado. Com base num relatório alemão de 9 de Abril, 5.500 Chetniks renderam-se na área de Bosanska Gradiška. 
Os Chetniks rendidos e os refugiados que os acompanhavam foram transferidos para um quartel em Stara Gradiška. Eles foram autorizados a manter suas armas e foram fortemente vigiados. Dois dias depois, Drljević visitou o quartel e fez um discurso no qual os exortou a serem leais a um Montenegro independente. Uma seleção de sérvios montenegrinos foi então feita por uma comissão criada por Drljević, com a assistência do NDH. Os soldados que não eram de Montenegro ou Herzegovina foram afastados e presos pelas autoridades do NDH,  incluindo aqueles que foram reconhecidos como inimigos dos separatistas montenegrinos.  O restante foi colocado em três brigadas do Exército Nacional Montenegrino. O coronel Boško Agram, membro do Partido Federalista Montenegrino, foi nomeado seu comandante. Os oficiais admitidos no novo exército tiveram que jurar lealdade ao Montenegro Independente. O novo exército foi então transferido para a área do 2º Corpo Ustashe em Sisak, sob o comando do general Luburić, e do 5º Corpo Ustashe em Karlovac, sob o comando do general Ivan Herenčić.  Em 17 de abril, Drljević delineou sua agenda como a luta contra uma nova Iugoslávia, os Chetniks de Draža Mihailović e a influência soviética. Alcançar a condição de Estado montenegrino foi delineado como o principal objetivo da guerra. 
Embora os acontecimentos após a captura de Đurišić não sejam claros, as fontes concordam que ele e os seus oficiais foram executados na área do campo de concentração de Jasenovac.  Entre os mortos estavam Ostojić, Baćović e Vasić, e cerca de 150 outros.  Cerca de 35 deles, incluindo Đurišić, foram mortos perto do local principal de Jasenovac, enquanto os restantes foram mortos em Stara Gradiška. 
Após a batalha, cerca de 600 Chetniks que não se renderam a Ustaše, cruzaram pelo lado direito de Vrbas e se posicionaram nas aldeias daquele lado. Os guerrilheiros locais os atacaram para evitar que ajudassem em ataques maiores e para impedi-los de unir forças com os chetniks reunidos em torno do Alto Comando de Chetnik. Num relatório de 9 de Abril, os guerrilheiros afirmam ter matado 50, afogado 45, 50 feridos e 240 Chetniks capturados, que incluíam a esposa e filho de Đurišić e esposas de outros oficiais. O relatório da 26ª reivindicação totaliza 266 capturados e 10 Chetniks que se renderam. O destino exato dos prisioneiros de guerra é desconhecido, no entanto, considerando que os comandantes guerrilheiros locais estavam pensando em recrutá-los, a maioria deles provavelmente foi poupada. O resto dos sobreviventes (cerca de 200 deles), que incluíam os Chetniks de Vuk Kalaitović, juntaram-se com sucesso à força principal de Chetnik. 
Em maio de 1945, o Exército Nacional Montenegrino recuou em direção à Áustria juntamente com o HOS. Um grande número de suas tropas desafiou Drljević e Agram assim que cruzaram a fronteira com a Eslovênia. Apenas um pequeno número permaneceu leal a Drljević. A sua tentativa de se render às forças britânicas em Bleiburg foi rejeitada e, em vez disso, foram repatriados para a Iugoslávia. Muitos foram então mortos pelos partisans. Drljević conseguiu escapar da captura e foi internado em um campo na Áustria. Ele foi morto no outono de 1945 por ex-membros dos Chetniks montenegrinos. 